# Tapani Salminen
Tapani Salminen (Kangasala, Finlàndia Occidental, 1962) és un filòleg finlandès, llicenciat en filosofia i filologia, i lector de llengües ugrofineses de la Universitat de Hèlsinki. Ha estat cap del Departament de Llengües Ugrofineses i membre del Comitè Assessor per a Pluralisme Lingüístic i Educació Multilingüe de la UNESCO.
És autor de diversos estudis sobre lingüística i ornitologia. És famós pel seu Llibre Roig de Llengües Amenaçades, publicat online per la UNESCO i de consulta obligada per als interessats en llengües minoritàries d'arreu del món. Sembla seguidor de les tesis secessionistes de Philippe Blanchet que consideren que existeixen diverses llengües d'oc i no una llengua occitana.